# МАЗ 205
МАЗ-205 – білоруський міський зчленований низькопідлоговий автобус особливо великої місткості. Призначений для великих міст з інтенсивним та надінтенсивним пасажиропотоками. Є наступником МАЗ-105. 

## Опис
Презентація МАЗ-205 відбулася на Мінському автозаводі 7 жовтня 2009 року.
Як і базовий МАЗ-203, МАЗ-205 повністю низькопідлоговий, що дуже зручно для міських маршрутів. Також є пандус для людей з обмеженими можливостями. МАЗ-205 відповідає європейським нормам.
У кабіні водія встановлено новітнє обладнання, а також є велика кількість зручностей для водія. Як і на МАЗ-203, передні двері призначені тільки для пасажирів (в одній модифікації є п'яті ("глухі") двері для водія).
Двигун на МАЗ-205 - Mercedes-Benz (Євро-5), що дозволяє його експлуатувати в країнах Східної Європи. Оскільки деякі країни переходять на Євро-5, МАЗ-205 пропонується як заміна старим автобусам. Двигун розташований перед "гармошкою".
Експлуатується в Росії та Польщі.
У 2011 році був також представлений і подовжений варіант із більшою кількістю дверей МАЗ-215 - міський зчленований низькопідлоговий автобус особливо великої місткості Мінського автомобільного заводу. У 2018 році було розроблено МАЗ-216 - автобус із двигуном у причепі ("штовхаючий" привід).